# City Mov'
City Mov' est un système combinant un service d'autopartage et de vélos en libre-service opéré par la société éponyme, filiale d'Enovos (de), dans la Nordstad sous la marque Nordstad eMovin' et à Hesperange sous son nom directement.
Lancé en 2013, en 2015 à Hesperange, la fermeture définitive du service est effectuée progressivement entre septembre et décembre 2018.

## Histoire
Le service Nordstad eMovin est mis en service le 24 septembre 2013 sur six communes de la Nordstad, Ettelbruck, Diekirch, Colmar-Berg, Bettendorf et Schieren, avec sept stations d'autopartage et une flotte 100 % électrique constituée de Mitsubishi i MiEV. Les stations de vélos en libre-service sont lancées par la suite, permettant d'atteindre une flotte de huit voitures et 21 vélos à assistance électrique.
Le service est exploité par la start up City Mov' en partenariat avec Enovos (lb), qui finit par la racheter complètement au 1er août 2014.
En 2015, City Mov' exploite quatre nouvelles stations à partir du mois de septembre, dont autant de voitures électriques, à Hesperange, au sud de la capitale, le service est cette fois-ci exploité directement sous le nom City Mov' età l'aide de 4 BMW i3,.
En décembre 2016, la flotte automobile de la Nordstad est renouvelée au profit de 15 BMW i3 plus grandes et à l'autonomie supérieure.
En 2018, le service ferme définitivement ses portes, en plusieurs phases :
- 21 septembre 2018 : fermeture de l'ensemble des stations de vélos en libre-service, que ce soit City Mov ou Nordstad eMovin ;
- 15 octobre 2018 : fermeture des stations d'autopartage City Mov' d'Hesperange, reprises par le service Flex[7] ;
- septembre ou octobre 2018 : fermeture des stations d'autopartage Nordstad eMovin' à Schieren ;
- 21 décembre 2018 : fermeture des autres stations d'autopartage Nordstad eMovin'.

Les communes de la Nordstad sont, en octobre 2018, à la recherche d'un nouveau partenaire pour reprendre les stations. En 2021, quatre stations du service Flex sont en service dans la Nordstad.

## Dispositif

### Véhicules
Le service propose de louer des voitures ou des vélos à assistance électriques, depuis des stations implantés sur la voirie.
La flotte est constituée d'une vingtaine de BMW i3 et d'un nombre inconnu de vélos.

### Stations
Le service compte un total de 12 stations (8 pour Nordstad eMovin' et 4 pour City Mov' à Hesperange) mixtes accueillant autopartage et vélos en libre-service.

### Tarifs
En 2017, les tarifs étaient les suivants : 
- abonnement autopartage seul : 12 € par mois ;
- abonnement vélopartage seul : 7,50 € par mois ;
- abonnement autopartage + vélopartage : 15 € par mois.

Des tarifs non-abonnés sont aussi disponibles.